# Cangrejeros de Santurce (basket-ball)
Maillots
Les Cangrejeros de Santurce, est un club portoricain de basket-ball basé à Santurce, un des quartiers de San Juan, la capitale. Le club évolue dans la ligue professionnelle de basket-ball Baloncesto Superior Nacional (BSN), soit le plus haut niveau du championnat portoricain. Les matchs à domicile ont lieu au Roberto Clemente Coliseum.
L'équipe a remporté 8 championnats du Porto Rico (1962, 1968, 1998, 1999, 2000, 2001, 2003 et 2007).

## Historique

### Les premières années (1918-1976)
Fondée en 1918, l'équipe comprenait des joueurs de renom tels que Teófilo Cruz et Rafael Valle. Cruz était le pivot titulaire lors de ses 3 passages avec l'équipe (un total de 19 saisons). Il fut  désigné MVP 4 saisons avec l'équipe, et fut meilleur scoreur d'une saison à deux reprises. De son côté, Valle est connu comme l'un des meilleurs ailier fort de l'époque, en finissant également MVP ainsi que meilleur marqueur en 1956.
Si les Cangrejeros de Santurce étaient parvenus à aller en finale à quatre reprises sans jamais gagner (1942, 1942-1943, 1951 et 1952), elle remporte son premier championnat en 1962, mené par Teófilo Cruz et Rafael Valle, en s'imposant contre les Cardenales de Rio Piedras.
En 1964, l'équipe parviens a retourner en finale mais s'incline contre les Leones de Ponce. Rafael Valle prend alors sa retraite. De son côté, Cruz reste, et permet à l'équipe de remporter un second titre en 198, en battant une nouvelle fois les Cardenales de Rio Piedras.
Après 2 championnats, et plusieurs finales, les Santurce Crabbers disputent leur dernière saison en 1976.

### Premier Retour (1998-2016)
En 1998, Angelo Medina acquiert les Tiburones de Aguadilla et les Capitalinos de San Juan, les fusionne et acquiert d'autres agents libres (à une époque où il n'y avait pas d'agence libre dans le BSN) pour relancer les Cangrejeros. L'équipe joue désormais au Roberto Clemente Coliseum, le principale stade de la capitale a l'époque. L'équipe comprenait des joueurs comme José Ortiz, Carlos Arroyo et Orlando Santiago.Outre ces joueurs, Santurce avait comme entraîneur Julio Toro, qui était l'entraîneur de l'équipe nationale et avait déjà remporté un championnat de la ligue. En 1999, Rolando Hourruitiner rejoindra les Cangrejeros.
Dès son retour en BSN, l'équipe remporte 4 championnats de suite, en 1998 contre les Leones de Ponce, en 1999 et 2000 contre les Piratas de Quebradillas, et en 2001 contre les Vaqueros de Bayamón. En 2003, elle remporte également le championnat contre les Leones de Ponce.
À partir de 2005, fuate d'affluence suffisante, l'équipe joue ses matchs au Coliseo José Miguel Agrelot.
En 2006, l'équipe s'incline en finale contre les Criollos de Caguas.
En 2007, les Cangrejeros se qualifient en playoffs, après une victoire de 73 à 70 contre les Cariduros de Fajardo. Dans ce match, Robert Traylor inscrit le premier triple-double de la saison avec 17 points, 15 rebonds et dix blocs. Ce total a établi un nouveau record de contre sur un seul match  battant le précédent record de neuf. À moins d'une minute de la fin, Orlando Santiago inscrit un lancer franc et a subtilise un ballon pour assurer la victoire. Les Cangrejeros atteindraient la finale et affrontent les Capitanes de Arecibo, les battant dans la série pour remporter le championnat de la ligue.
En 2015, l'ancien joueur de Cangrejeros et ancien joueur de la NBA Carlos Arroyo reviens dans l'équipe après avoir mis fin à sa carrière aux États-Unis. Cette saison la, il inscrit en moyenne 17,4 points par matchs.

### Inactivité (2016-2020)
En 2017, l'équipe se retire du Championnat de Porto Rico de basket-ball.
En 2018, les Cangrejeros sont en vente, et deux acsquereurn, Ricardo Garcia, propriétaire de Havoc Media Group, et Camilo Domiguez, propriétaire du groupe Reydom Sports et divertissement, tous deux entrepreneurs d'Orlando en Floride, se positionnent pour racheter l'équipe.
Mais une série de controverse annule la vente, et Ariel Rodriguez, ancien propriétaire de l'équipe, récupère celle ci, avec une série de dette a hauteur de 400 000$.

### Deuxième Retour (2021-présent)
En avril 2021, la ligue approuve le retour des Cangrejeros sous la propriété de Noah Assad et Jonathan Miranda, qui ont été rejoints par le rapeur et chanteur Bad Bunny le mois suivant,.
L'équipe se construit autour du meneur vétéran José Juan Barea, qui avait jouer pour l'équipe en 2006 avant de faire carrière en NBA avec les Mavericks de Dallas. L'équipe est alors entrainer par Nestor Garcia, avec comme assistant Elías Ayuso.
Anthony Bennet, ancien 1er choix de la draft 2013 de la NBA rejoint l'équipe. D'autres acquisitions d'effectifs, notamment des joueurs importés comme Mickael Beasley, Tony Bishop, Dante Cunningham et Thomas Robinson, ainsi qu'un retour au Coliseo José Miguel Agrelot ont été annoncés pendant l'intersaison,,.
Tout au long de la saison 2021, l'équipe de vétérans des Cangrejeros a été confrontée à plusieurs difficultés, notamment des blessures récurrentes pour Barea. Au milieu de la saison, García est libéré de son contrat, devenant ainsi le nouveau sélectionneur de l'équipe d'Argentine masculine de basket-ball. L'assistant Larry Ayuso a reprend le poste d'entraineur sur la fin de saison, qui a vu l'équipe tomber à la quatrième place de la division B pour clôturer la saison régulière. Avant le début des playoffs, l'équipe quitte le Coliseo José Miguel Agrelot et retourne au Roberto Clemente Coliseum.
Pour le premier tour des playoff, Cangrejeros affronte les Capitanes de Arecibo et se fait éliminer dans la série 2-4.
Pendant l'intersaison, avant la saison 2022, Cangrejeros acquier le meneur Gian Clavell dans un échange, et signe l'importation de joueurs comme Skal Labissière et Tyler Hansbrough, mais également les agents libres Ramón Clemente, Gilberto Clavell et Ángel Matías,,,,. L'équipe a également recruté Iván Ríos en tant qu'entraîneur.
Pour la saison 2023, Emmanuel Mudiay signe avec les Cangrejeros, pour une année.
A la fin de la saison 2023, Brad Greenberg est recruter comme entraineur des Cangrejeros.

## Performances Internationales

### FIBA Americas League 2007
En tant que champions de la saison BSN 2007, les Cangrejeros étaient l'une des deux équipes sélectionnées pour représenter Porto Rico lors de la première édition de la FIBA Americas League, l'autre équipe représentant l'île dans cet événement était le finaliste de la ligue, les Capitanes de Arecibo. Les Cangrejeros se sont qualifiés pour le deuxième tour du tournoi en terminant premier avec un bilan de 2 victoires pour 1 défaite. Santurce a perdu un match d'un point contre les Soles de Mexicali (74 à 75) et a battu les PBL All-Stars (97 à 73) et les Metros de Santiago (91 à 62) dans le cadre des matchs du groupe A organisés au Mario Morales Coliseum.
En quart de finale de la compétition, ils ont affronté les Tropiques de Miami lors de trois matchs organisés sur le terrain de basket de l'Université Internationale de Floride. Santurce a remporté le premier match de ce tour avec un score de 102 :94. Cependant, ils ont perdu les matchs restants contre l'équipe locale avec des scores de 64 à 91 et 83 à 91 et furent éliminés en quarts de finale.

### FIBA Basketball Champions League Americas 2021
En septembre 2021, Cangrejeros est devenue la première équipe du championnat de la BSN à participer à la Basketball Champions League Americas (qui a remplacé la Ligue Amériques en 2019) en rejoignant les clubs participants pour le tournoi 2021-22. Lors du premier tour qui a eu lieu au Nicaragua, Santurce a battu les Stingers d'Edmonton 89 à 68 et le Real Estelí Baloncesto 91 à 88.
Les Cangrejeros sont alors sélectionnés pour accueillir le deuxième tour de leur groupe, le Coliseum Roberto Clemente leur servant de terrain. Cependant, les restrictions de capacité des sites locaux introduites pour freiner la prolifération de la variante Omicron du SRAS-CoV-2 ont conduit au report et à la relocalisation, Managua accueillant à nouveau ce tour de la compétition.
lors de ce second tour, Cangrejeros a perdu contre le Real Estelí (78 à 82) mais a battu les Stingers (93 à 55),. Santurce perd finalement les deux matchs lors du troisième tour disputée à Calgary, d'abord contre les Stingers (93 à 87) et contre Estelí (96 à 83).
En terminant premiers de leur groupe, les Cangrejeros affrontaient le club de Quimsa, de la ville de Santiago del Estero en Argentine, pour les quarts de finale. Ils s'inclinent 87 à 79 et sont éliminées du tournoi.

## Culture Populaire
Les Cangrejeros sont présentés dans la saison 5 des modes de jeu MyTEAM et MyCareer de NBA 2K24, dans lesquels le terrain, et l'uniforme  sont inclus,.
En février 2024, l'équipe a annoncé une collaboration avec la brasserie Santurce pour commercialiser une bière en édition limitée, la Cangrejeros Blonde Ale.

## Palmarès
- 8x Champion du Championnat de Porto Rico de Basket-Ball (BSN):
  - 1962,1968,1998, 1999, 2000, 2001, 2003, 2007

## Effectif & Staff

### Entraîneurs Succesifs
- Fufi Santori
- Lou Rossini
- Skip Wilson
- Julio Toro
- Tony Ruiz
- Paco Olmos (2013–2015)
- Eddie Casiano (2016)
- Nestor García (2021)
- Larry Ayuso (2021-2022)
- Iván Ríos (2022-2023)
- Brad Greenberg (2023-present)

### Joueurs marquants
| Nationalité                                                             | Joueur               | Nationalité                                                   | Joueur           | Nationalité            | Joueur           |
| ----------------------------------------------------------------------- | -------------------- | ------------------------------------------------------------- | ---------------- | ---------------------- | ---------------- |
| Drapeau de Porto Rico                                                   | Teofilo Cruz         | Drapeau de Porto Rico                                         | Larry Ayuso      | Drapeau des États-Unis | Damion James     |
| Drapeau de Porto Rico                                                   | Rafael Valle         | Drapeau de Porto Rico                                         | René Dávila      | Drapeau des États-Unis | James Nunnally   |
| Drapeau de Porto Rico                                                   | Cachorro Santiago    | Drapeau de Porto Rico · Drapeau des États-Unis                | Walter Hodge     | Drapeau des États-Unis | Michael Beasley  |
| Drapeau de Porto Rico                                                   | Quijote Morales      | Drapeau des États-Unis · Drapeau de la République dominicaine | Édgar Sosa       | Drapeau des États-Unis | Thomas Robinson  |
| Drapeau de Porto Rico                                                   | José Ortiz           | Drapeau de la France                                          | Johan Petro      | Drapeau des États-Unis | Tyler Hansbrough |
| Drapeau de Porto Rico                                                   | Rolando Hourruitiner | Drapeau du Nigeria                                            | Olumide Oyedeji  | Drapeau des États-Unis | Dante Cunningham |
| Drapeau de Porto Rico                                                   | Carlos Arroyo        | Drapeau des États-Unis                                        | Robert Traylor   | Drapeau des États-Unis | Tony Bishop      |
| Drapeau de Porto Rico                                                   | José Juan Barea      | Drapeau des États-Unis · Drapeau du Belize                    | Leon Williams    | Drapeau du Canada      | Anthony Bennett  |
| Drapeau de Porto Rico                                                   | Danny Santiago       | Drapeau des États-Unis                                        | Michael Sweetney | Drapeau d'Haïti        | Skal Labissière  |
| Drapeau des États-Unis · Drapeau de la république démocratique du Congo | Emmanuel Mudiay      |                                                               |                  |                        |                  |

### Maillots retirés
| N° | Nat.                   | Joueur         | Position | Années au club  |
| -- | ---------------------- | -------------- | -------- | --------------- |
| 4  | Drapeau de Porto Rico  | José Ortiz     | P        | 1998–2005       |
| 7  | Drapeau de Porto Rico  | Carlos Arroyo  | M        | 1998–2003; 2015 |
| 10 | Drapeau de Porto Rico  | René Dávila    | M        | 1957–1959       |
| 13 | Drapeau de Porto Rico  | Teófilo Cruz   | P        | 1957–1976       |
| 54 | Drapeau des États-Unis | Robert Traylor | AF/P     | 2007–2008       |